# Anthodiscus obovatus
Anthodiscus obovatus är en tvåhjärtbladig växtart som beskrevs av George Bentham och Max Carl Ludwig Wittmack. Anthodiscus obovatus ingår i släktet Anthodiscus och familjen Caryocaraceae. Inga underarter finns listade i Catalogue of Life.